# Simon Wincer
Simon Wincer, född 1943 i Sydney, är en australisk regissör och filmproducent.